# Straat Yucatán
Straat Yucatán (Spaans: Canal de Yucatán) is een zeestraat tussen Cuba (provincie Pinar del Río) en Mexico (schiereiland Yucatán). 
Straat Yucatán is ongeveer 200 kilometer breed en verbindt in de Amerikaanse Middelzee de Caribische Zee met de Golf van Mexico. Aan de Mexicaanse kant bevindt zich Kaap Catoche, aan de Cubaanse kant Kaap San Antonio. 
Door de Straat Yucatán stroomt de Caribische stroom verder als Yucatánstroom, die in de Golf van Mexico de loop current wordt om daarna als de Floridastroom op te gaan in de Golfstroom.